# Аст, Балтазар ван дер
Балтазар ван дер Аст (нидерл. Balthasar van der Ast; ок. 1593, Мидделбург — 1657, Делфт) — нидерландский рисовальщик и живописец «Золотого века голландской живописи». Мастер натюрморта. «Писал изысканные натюрморты с цветами, заморскими фруктами, морскими раковинами, птицами, бабочками, жуками и ящерицами».

## Биография
Художник родился в Мидделбурге (столица провинции Зеландия, юго-западные Нидерланды), в семье богатого торговца шерстью, который преждевременно умер в 1609 году. Рождение Балтазара не отмечено среди сохранившихся документов, но спустя годы, в июне 1618 года, иск брата Якоба показал, что Балтазару в то время было 25 лет, записав дату рождения в 1593 или 1594 году. После смерти отца Балтазар переехал к своей старшей сестре Марии, которая была замужем за Амброзиусом Босхартом Старшим. Балтазар учился у него рисунку и живописи и в его ранних произведениях очевидно влияние Босхарта. В свою очередь, трое сыновей Амброзиуса Босхарта: Амброзиус Младший (1609—1645), Йоханнес (примерно 1612 / 13-1628 или позже) и Абрахам (1606—1683 / 84) учились у ван дер Аста после смерти их отца. Старший брат Балтазара — Йоханнес ван дер Аст — также был «живописцем цветов и плодов». Вместе эту группу художников иногда называют «династией Босхарта» (нидерл. Bosschaert-dynastie).
В 1615 году Балтазар ван дер Аст переехал со своей сестрой и зятем в Берген-оп-Зом. Несколько лет спустя он прибыл в Утрехт. Там он упоминается в 1619 году как член Гильдии Святого Луки. Он подружился с живописцем Рулантом Савереем, с которым разделял интерес к изображению пейзажей, цветов и животных. В 1632 году Балтазар переехал в Делфт, а в феврале 1633 года женился на Маргриете Янс ван Бюйерен, в Делфте он провёл остальную часть своей жизни. У супругов было двое детей, Мария и Елена.
Бальтазар ван дер Аст умер в декабре 1657 года в Делфте и похоронен в «Старой церкви» (Oude Kerk).

## Творчество и ученики
Первая самостоятельная картина Аста датируется 1610 годом. Писал он прежде всего натюрморты с цветами, насекомыми, улитками и фруктами. Композиция его натюрмортов напоминают произведения Яна Брейгеля Старшего.
Помимо Босхартов, его учениками были Антоний Клас и Йоханнес Баерс. Также вероятно, что учеником ван дер Аста в Утрехте был Ян Давидс де Хем.
В Санкт-Петербургском Эрмитаже имеются три картины ван дер Аста.

## Галерея

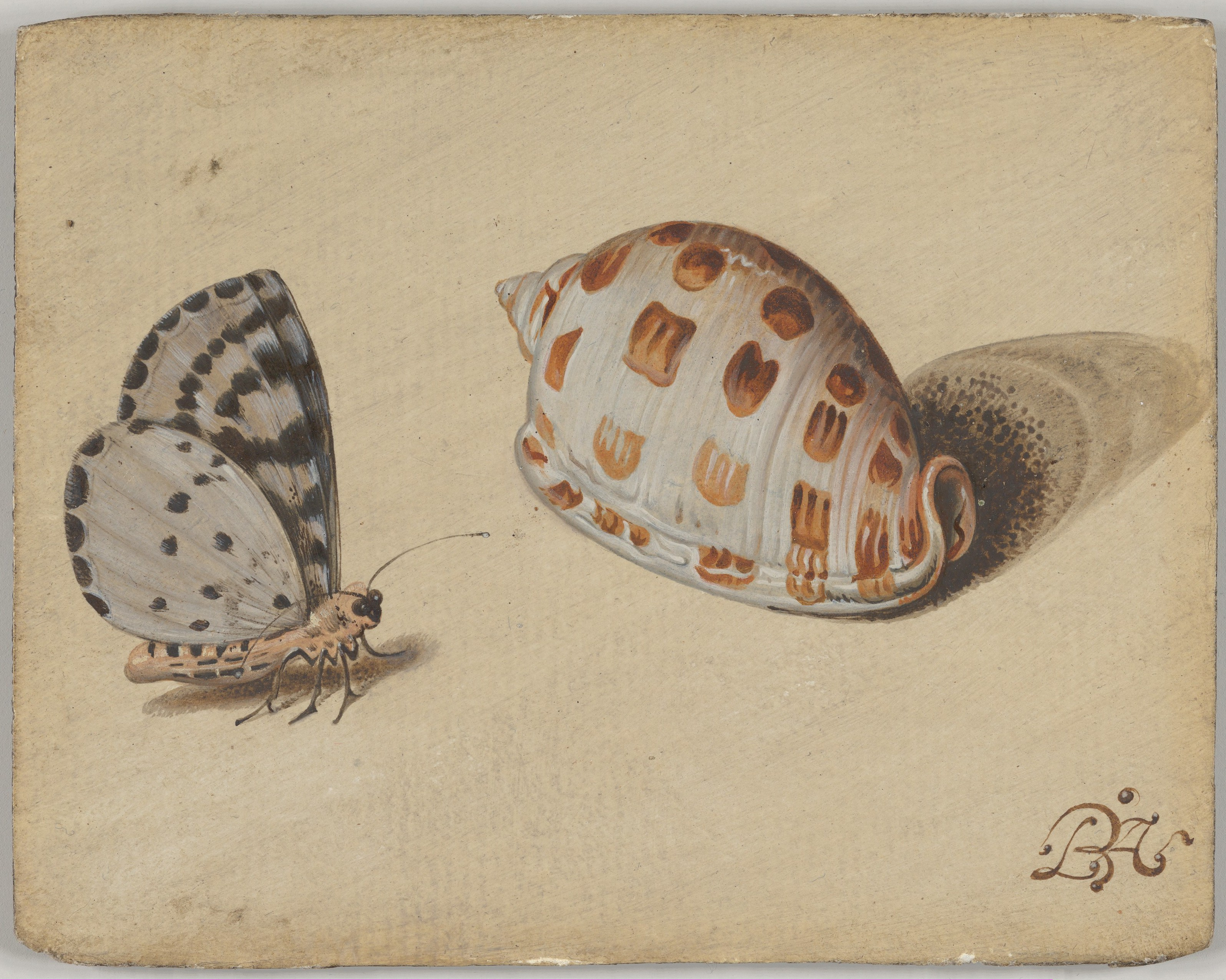
Голубая бабочка и морская раковина. Бумага, масло. Метрополитен-музей, Нью-Йорк
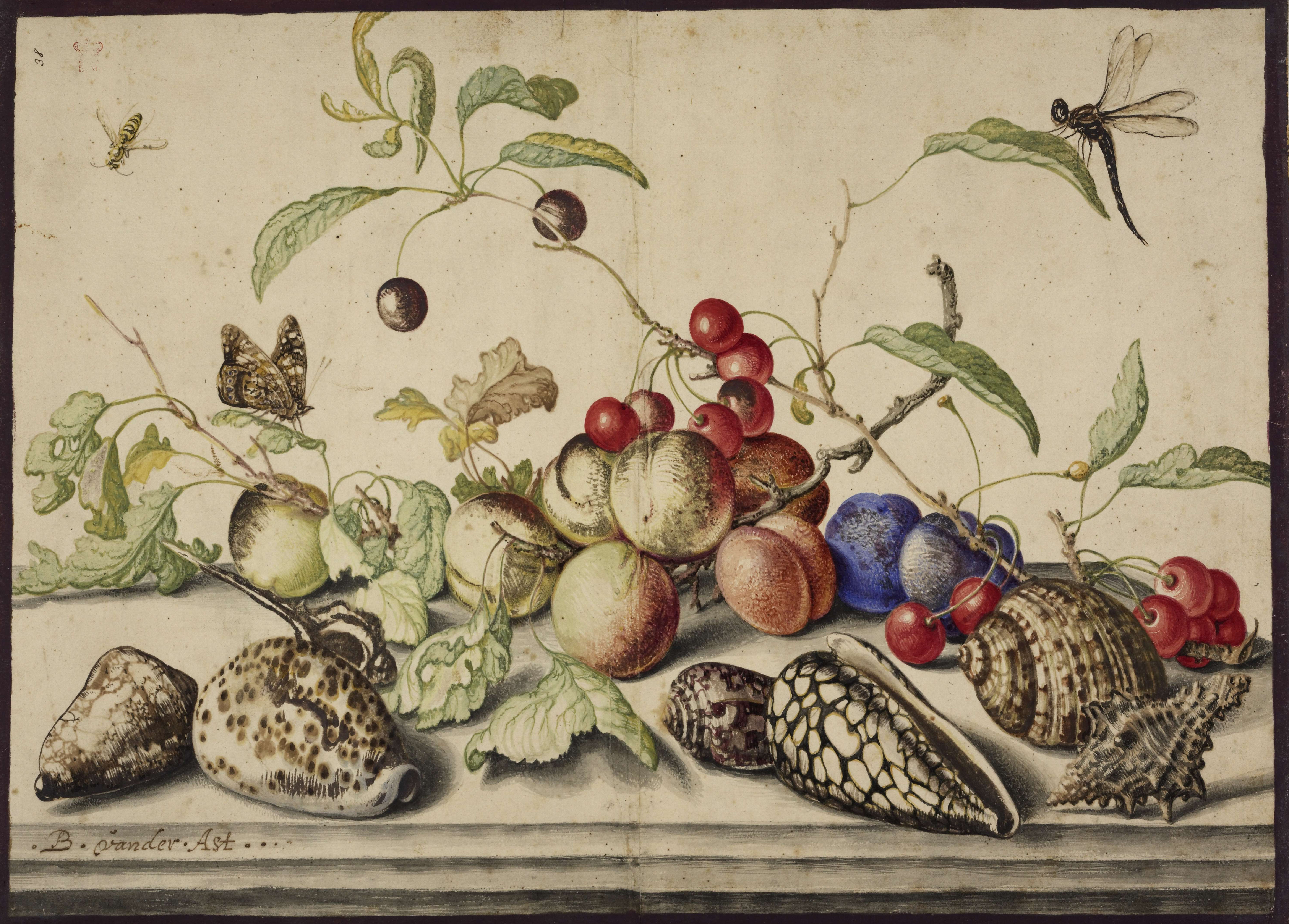
Натюрморт. Ок. 1628. Бумага, перо, кисть, тушь, акварель. Британский музей, Лондон
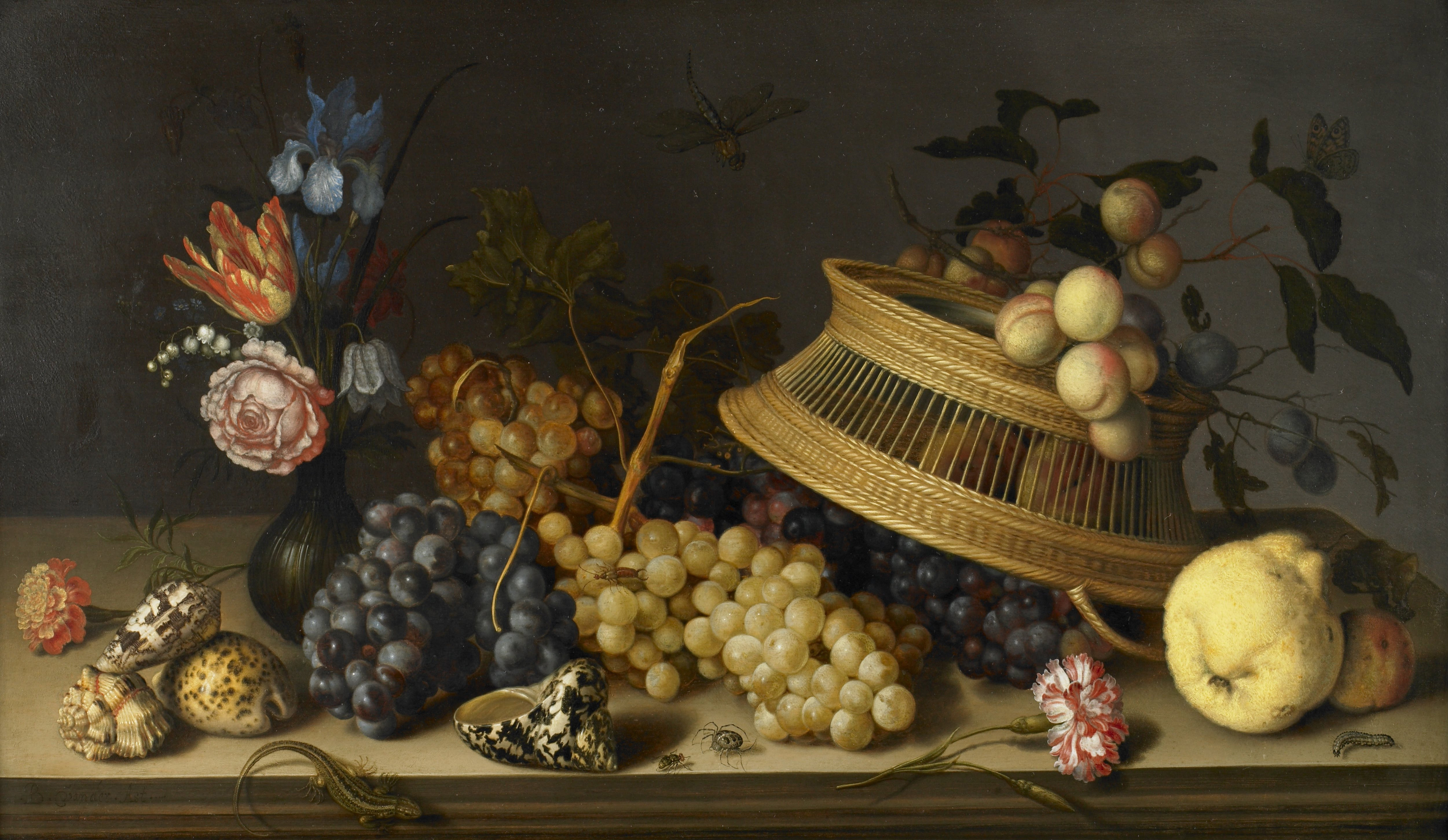
Натюрморт из цветов, фруктов, ракушек и насекомых. Ок. 1629. Дерево, масло. Бирмингемский художественный музей, Алабама, США
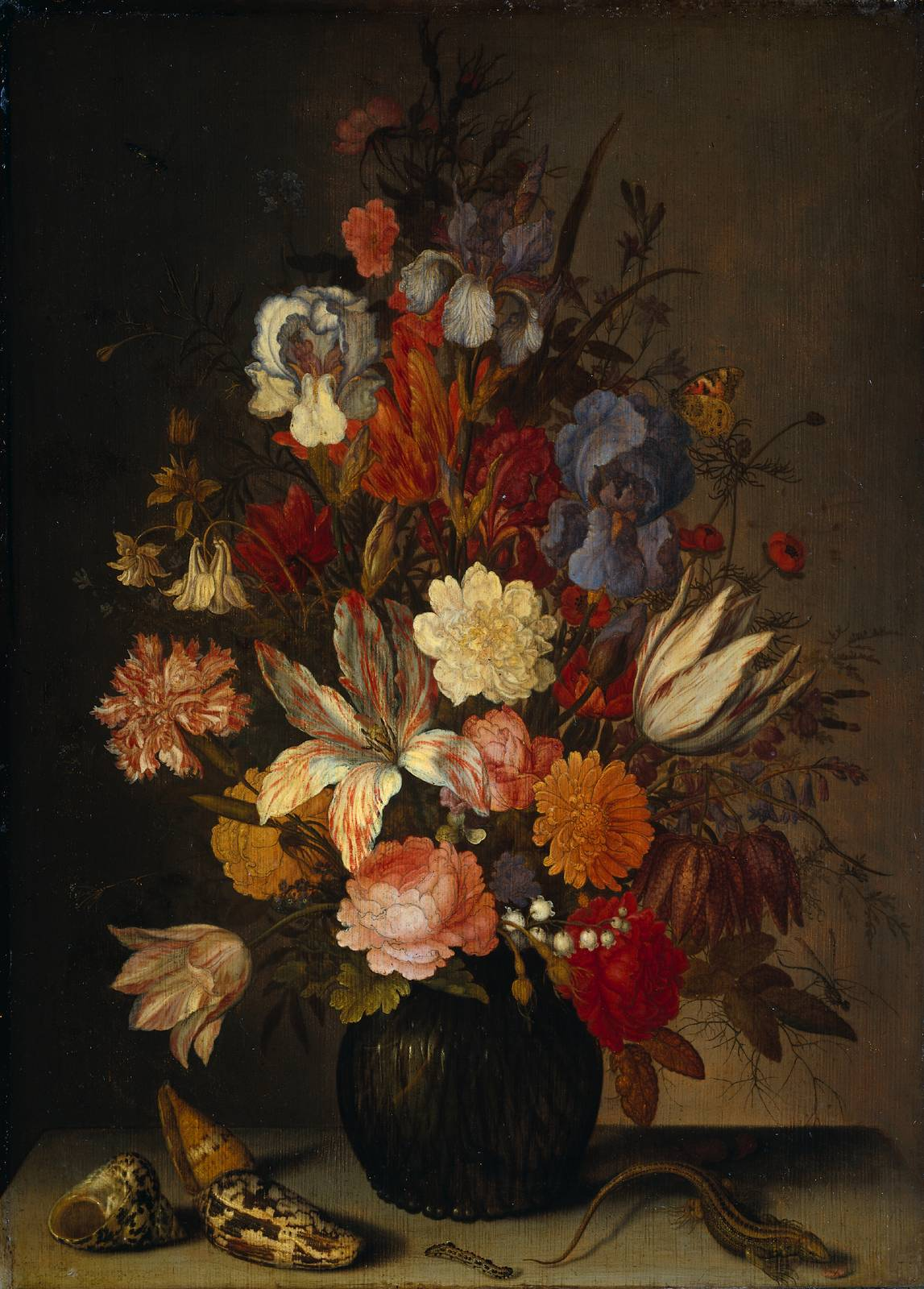
Цветочная ваза с улитками и ящерицей. 1632—1657. Дерево, масло. Рейксмюсеум, Амстердам
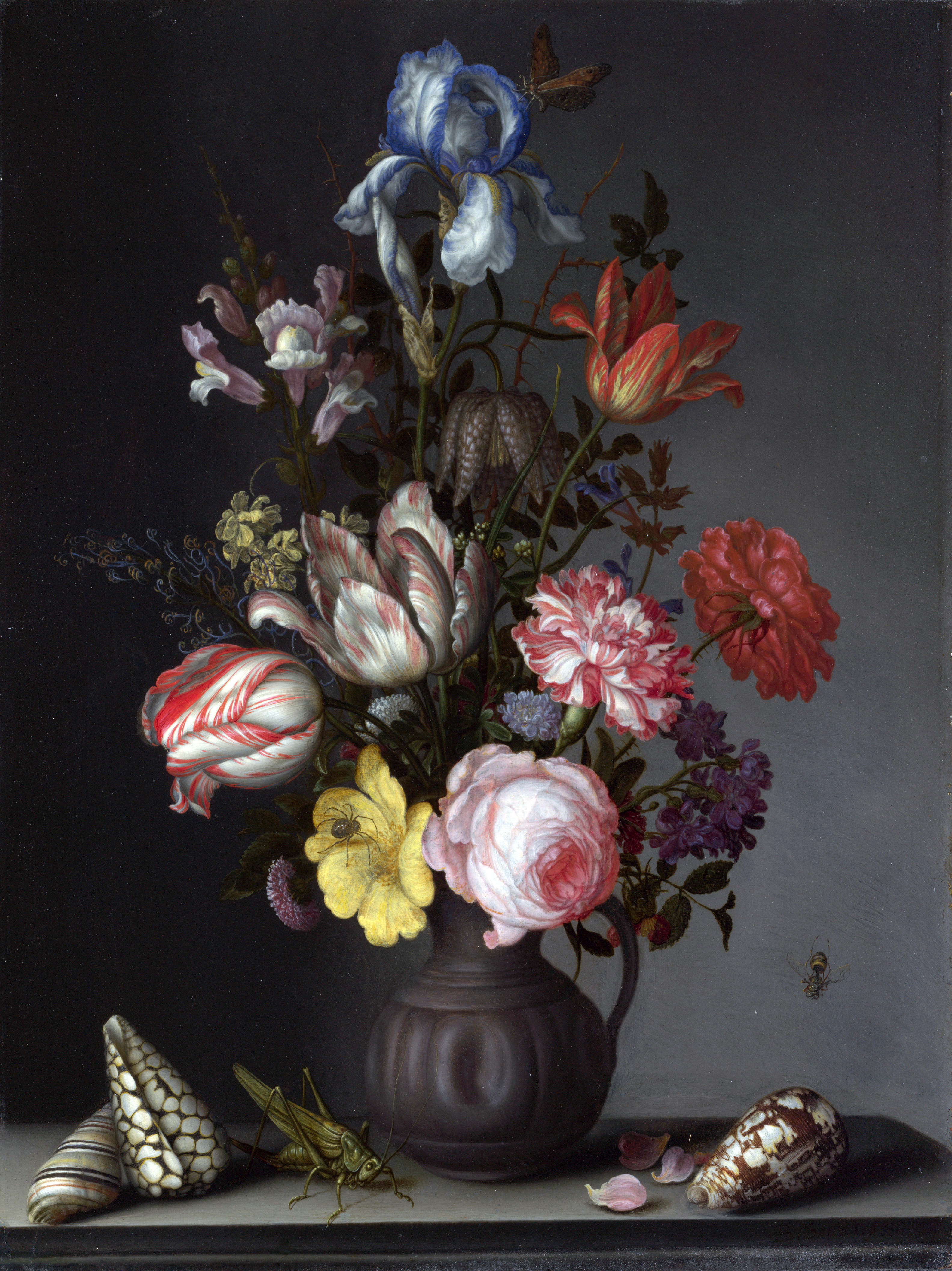
Цветы в вазе с раковинами и насекомыми. Ок. 1630. Дерево, масло. Национальная галерея, Лондон
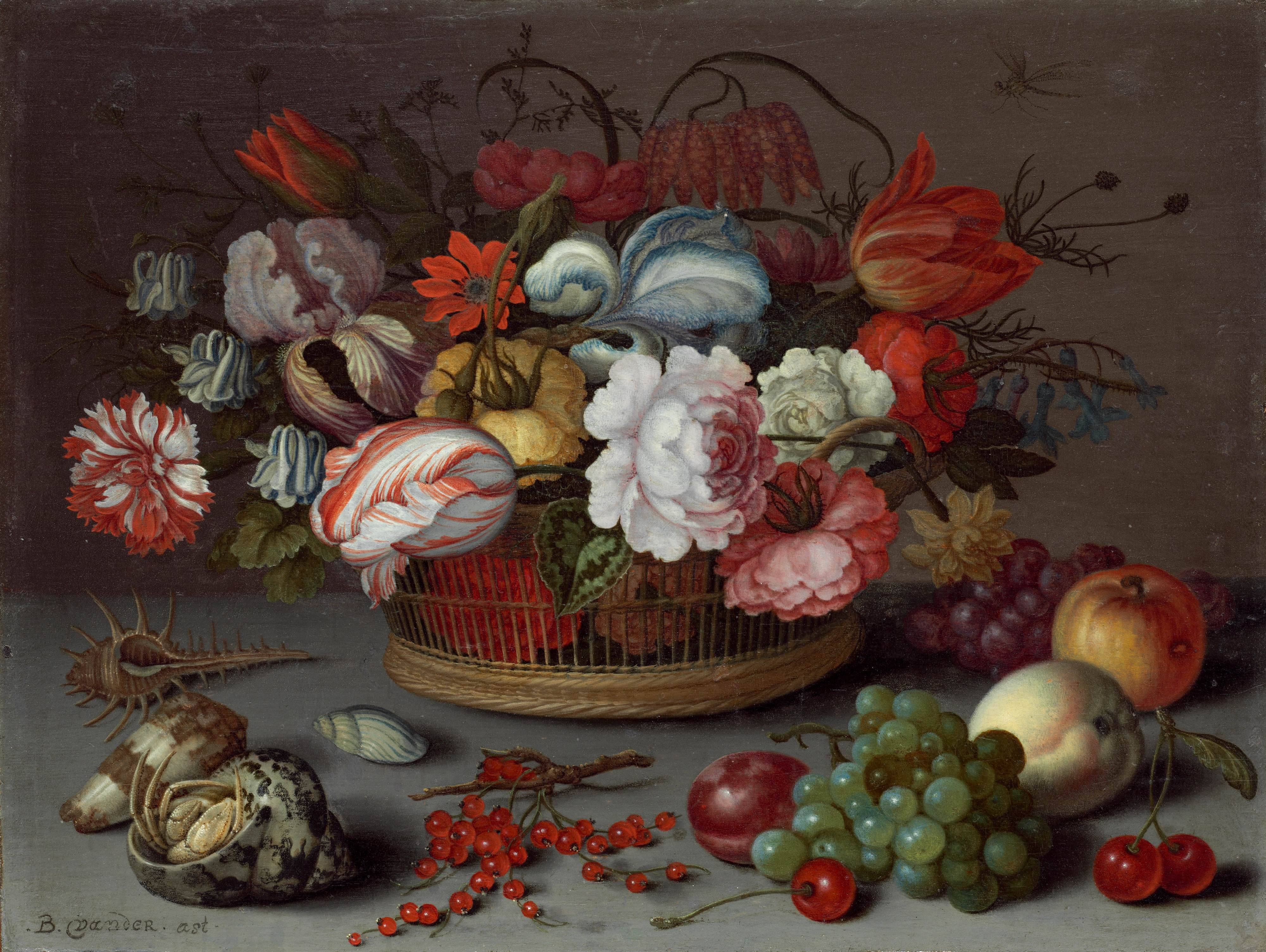
Корзина цветов. Ок. 1622. Дерево, масло. Национальная галерея искусства, Вашингтон
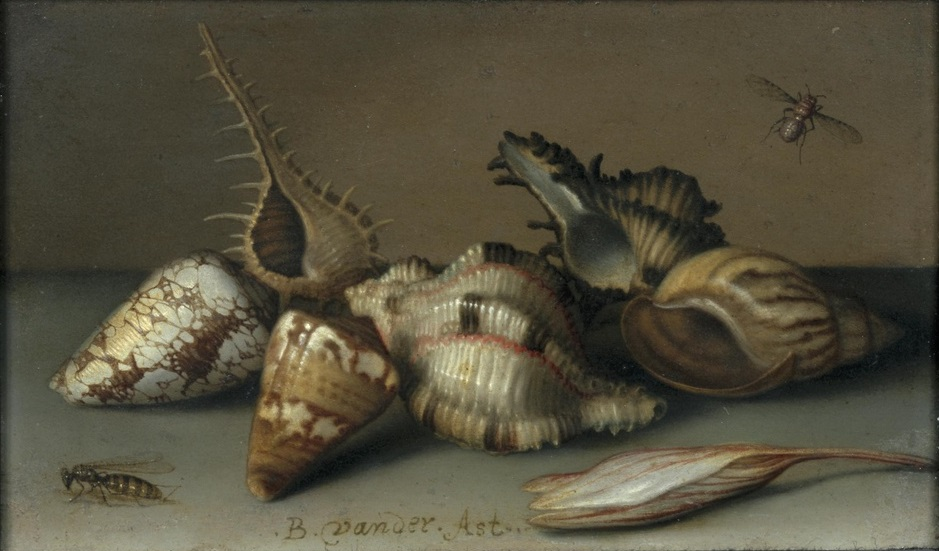
Натюрморт с ракушками и осенним крокусом. Ок. 1630. Медь, масло. Центральный музей, Утрехт